# 1992-es magyar labdarúgó-szuperkupa
Az 1992-es magyar labdarúgó-szuperkupa a szuperkupa 1. kiírása volt, amely az előző szezon első osztályú bajnokságának és a magyar kupa győztesének évenkénti mérkőzése. A találkozót 1992. augusztus 12-én a Ferencváros és az Újpest játszotta.
A trófeát az újpesti csapat hódította el, ezzel ők lettek a magyar szuperkupa első kiírásának a győztesei. A találkozón Eszenyi Dénes két góllal vette ki a részét a lilák sikeréből. Eszenyit a szuperkupa-győzelem után a belga KV Mechelen szerződtette, köszönhetően a döntőben mutatott jó produkciónak.

## Résztvevők
A mérkőzés két résztvevője a Ferencváros és az Újpest volt. A zöld-fehér csapat 1992 májusában a klub történetének huszonnegyedik bajnoki címét szerezte meg, míg a lila-fehérek a hetedik magyar kupa trófeájukat gyűjtötték be a Vác elleni kupadöntőben.

## A mérkőzés
| 1992. augusztus 12. |

| Ferencváros                                              | 1–3   | Újpest                                           |
| -------------------------------------------------------- | ----- | ------------------------------------------------ |
| Balogh 80' Simon 10' Szekeres 59' Páling 65' Lipcsei 70' | (0–0) | Eszenyi 50' 66' Szlezák 73' Bérczy 20' Tomka 46' |

| Népstadion, Budapest Nézőszám: 12 000 Játékvezető: Vágner László (magyar) |

| FERENCVÁROS:  |                 |     |
|               |                 |     |
| K             | Balogh Tamás    |     |
| V             | Simon Tibor     | 10' |
| V             | Telek András    | 25' |
| V             | Keller József   |     |
| V             | Páling Zsolt    | 65' |
| KP            | Lipcsei Péter   | 70' |
| KP            | Fodor Imre      | 60' |
| KP            | Szekeres Tamás  | 59' |
| KP            | Gregor József   |     |
| CS            | Balogh Gábor    | 80' |
| CS            | Wukovics László |     |
| Cserék:       |                 |     |
| KP            | Vanicsek Zoltán | 60' |
| CS            | Nagy Zsolt      | 25' |
| Edző:         |                 |     |
| Nyilasi Tibor |                 |     |

| ÚJPEST:     |                  |         |
|             |                  |         |
| K           | Gróf Attila      |         |
| V           | Milisits Imre    |         |
| V           | Aczél Zoltán     |         |
| V           | Tomka János      | 46'     |
| V           | Szlezák Zoltán   | 73'     |
| KP          | Miovecz Zoltán   |         |
| KP          | Bérczy Balázs    | 20'     |
| KP          | Véber György     |         |
| KP          | Kecskés Zoltán   |         |
| CS          | Bácsi Sándor     | 56'     |
| CS          | Eszenyi Dénes    | 50' 66' |
| Cserék:     |                  |         |
| CS          | Tiefenbach Tamás | 56'     |
| Edző:       |                  |         |
| Bene Ferenc |                  |         |

## Lásd még
- 1991–1992-es magyar labdarúgó-bajnokság (első osztály)

## Külső hivatkozások
- A Magyar Labdarúgó-szövetség hivatalos honlapja (magyarul)
- A mérkőzés adatlapja a magyarfutball.hu-n (magyarul)
- A tempofradi.hu beszámolója a mérkőzésről (magyarul)